# 高懸雄治
高懸 雄治（たかがけ ゆうじ、1941年（昭和16年） - ）は、日本の経済学者。専門は国際金融論。経済学博士（國學院大學）。札幌学院大学名誉教授。

## 来歴
- 北海道空知郡南幌町出身。
- 1967年法政大学経済学部卒。
- 1971年同大学院社会科学研究科修士課程修了。
- 1978年に國學院大學大学院国際金融論専攻博士課程修了。
- 1978年旭川大学経済学部講師。
- 1980年同経済学部助教授。
- 1986年同経済学部教授[2]。
- 1991年（平成3年）メキシコ国立自治大学に研究留学。
- 1998年札幌学院大学経済学部教授
- 2006年同経済学部経済学科長。
- 2009年札幌学院大学定年退職。同名誉教授。札幌学院大学大学院地域社会マネジメント研究科非常勤講師・同社会連携センター非常勤講師[3]

## 著書

### 単著
- 『ドル体制とNAFTA』 青木書店, 1995年

他多数

### 共著
- 銀行労働研究会・独占分析研究会編『日本の金融独占』 新日本出版社、1972年
- 奥田宏司・神沢正典ほか編『国際金融のすべて』 法律文化社, 1999年

他、ラテンアメリカの金融関連に関する記述・文献多数